# Aeroporto di Breslavia-Niccolò Copernico
L'Aeroporto di Breslavia-Strachowice Niccolò Copernico (IATA: WRO, ICAO: EPWR) è un aeroporto polacco situato a 10 km a sud-ovest di Breslavia.

## Terminal
L'aeroporto è un'opera moderna. Il terminal internazionale contiene un duty free nella sala delle partenze internazionali. Il terminal cargo, che si trova accanto alla stazione dei pompieri e alla torre di controllo del traffico aereo, a ovest del terminal passeggeri, ha una superficie di stoccaggio di 36.000 m².